# الهه بخت
الههٔ بخت (ایتالیایی: La dea fortuna) یک فیلم کمدی-درام ایتالیایی به کارگردانی فرزان ازپتک است که در سال ۲۰۱۹ منتشر شد.

## گزیدهٔ بازیگران
- استفانو آکورسی
- یاسمینه ترینکا
- ادواردو لئو
- سرا ییلماز
- باربارا آلبرتی
- دورا رومانو
- فیلیپو نیگرو
- لوردانا کاناتا
- باربارا کیکیارلی
- کریستینا بوگاتی
- سارا فرانکتی